# Terry O'Quinn
Terry O'Quinn, pseudonimo di Terrance Quinn (Newberry, 15 luglio 1952), è un attore statunitense, conosciuto principalmente per il ruolo di John Locke nella serie TV Lost.

## Biografia
Nato e cresciuto a Newberry, nel Michigan (USA), da una famiglia di origini irlandesi. Durante la carriera scolastica studia canto e suona la chitarra e la batteria: il suo idolo è Neil Young. Si laurea all'Università dell'Iowa, ad Iowa City.
Dopo alcuni lavori saltuari, come per esempio la guardia del corpo, approda al mondo della televisione. Nel 1980 ha una parte in un film televisivo, F.D.R.: The Last Year, a cui farà seguito una lunga carriera in film TV e telefilm. Aggiunge una O' al proprio cognome, per differenziarsi da un attore di nome Terry Quinn.
Lo stesso anno inizia la sua carriera cinematografica, con il film I cancelli del cielo (Heaven's Gate) di Michael Cimino, universalmente riconosciuto come uno dei più grandi insuccessi di Hollywood. Questo però non nuoce alla carriera di O'Quinn: malgrado siano molto rari i suoi ruoli da protagonista, vanta decine e decine di partecipazioni a vari film (tra cui il film televisivo Phenomenon 2 del 2003) e telefilm.
La notorietà presso il grande pubblico arriva nel 2004 grazie a Lost, serial televisivo in cui interpreta John Locke, ruolo che gli è valso nel 2005 il Saturn Award e nel 2007 il Premio Emmy come miglior attore non protagonista.
Nel 2011 si è unito al cast di Hawaii Five-0, come personaggio ricorrente a partire dalla seconda stagione della serie.
Nel 2012 entra a far parte del cast principale della serie televisiva 666 Park Avenue.
Nel 2014 si unisce al cast principale della serie televisiva Gang Related nel ruolo di Sam, comandante della Task Force.

## Filmografia

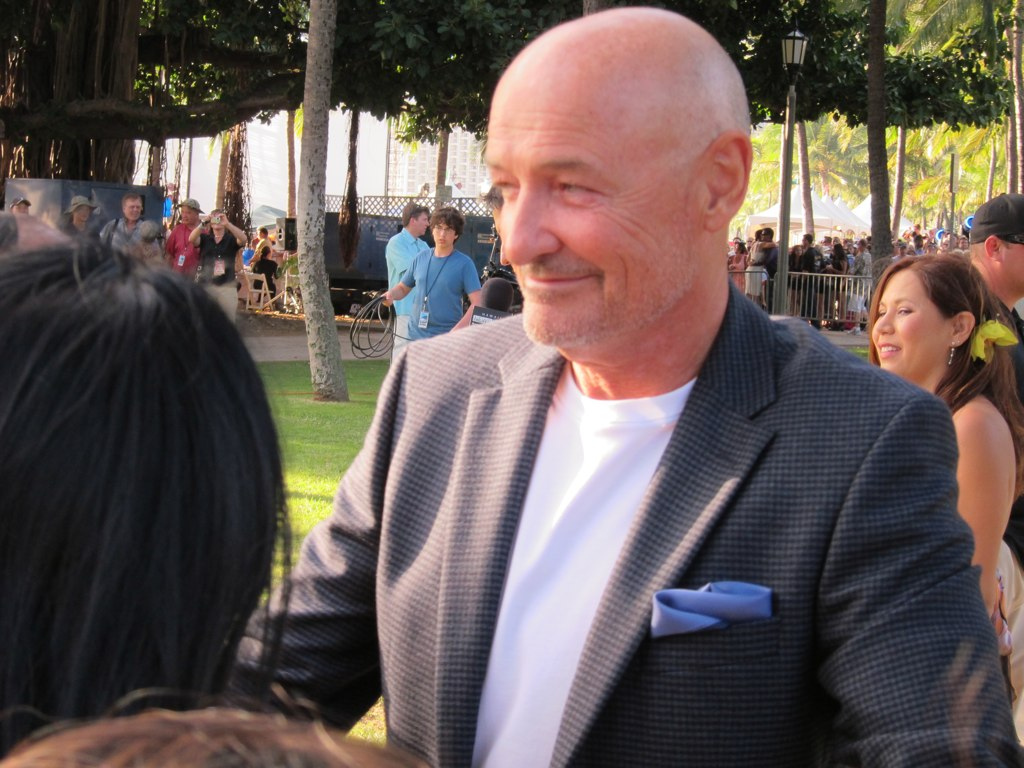
Terry O'Quinn nel 2011

### Cinema
- I cancelli del cielo (Heaven's Gate), regia di Michael Cimino (1980)
- Senza traccia (Without a Trace), regia di Stanley R. Jaffe (1983)
- Il ribelle (All the Right Moves), regia di Michael Chapman (1983)
- Le stagioni del cuore (Places in the Heart), regia di Robert Benton (1984)
- Fuga d'inverno (Mrs. Soffel), regia di Gillian Armstrong (1984)
- Mischief, regia di Mel Damski (1985)
- Unico indizio la luna piena (Silver Bullet), regia di Daniel Attias (1985)
- Space Camp - Gravità zero (SpaceCamp), regia di Harry Winer (1986)
- Stepfather - Il patrigno (The Stepfather), regia di Joseph Ruben (1987)
- La vedova nera (Black Widow), regia di Bob Rafelson (1987)
- The Jogger, regia di Robert Resnikoff (1988)
- Chi c'è in fondo a quella scala... (Pin), regia di Sandor Stern (1988)
- Young Guns - Giovani pistole (Young Guns), regia di Christopher Cain (1988)
- Furia cieca (Blind Fury), regia di Phillip Noyce (1989)
- Ritorno dal passato (The Forgotten One), regia di Phillip Badger (1989)
- Il patrigno II (Stepfather II), regia di Jeff Burr (1989)
- Giuramento di sangue (Prisoners of the Sun), regia di Stephen Wallace (1990)
- Le avventure di Rocketeer (The Rocketeer), regia di Joe Johnston (1991)
- Spie contro (Company Business), regia di Nicholas Meyer (1991)
- My Samurai (My Samurai), regia di Fred H. Dresch (1992)
- Vincere insieme (The Cutting Edge), regia di Paul Michael Glaser (1992)
- Amityville: A New Generation, regia di John Murlowski (1993)
- Tombstone, regia di George P. Cosmatos (1993)
- Lipstick Camera, regia di Mike Bonifer (1994)
- Shadow Warriors, regia di Lamar Card (1995)
- Schegge di paura (Primal Fear), regia di Gregory Hoblit (1996)
- L'agguato - Ghosts from the Past (Ghosts of Mississippi), diretto da Rob Reiner (1996)
- Shadow Program - Programma segreto (Shadow Conspiracy), regia di George P. Cosmatos (1997)
- Breast Men, regia di Lawrence O'Neil (1997)
- X-Files - Il film, diretto da Rob Bowman (1998)
- Rated X - La vera storia dei re del porno americano (Rated X), regia di Emilio Estevez (2000)
- Gli ultimi fuorilegge (American Outlaws), regia di Les Mayfield (2001)
- Hometown Legend, regia di James Anderson (2002)
- Old School, regia di Todd Phillips (2003) - non accreditato
- Phenomenon 2, regia di Ken Olin (2003)
- The Animated Alias: Tribunal, regia di David Lipson (2004)
- Un eroe sconosciuto (Unsung Hero), regia di Joel Smallbone e Richard L. Ramsey (2024)

### Televisione
- F.D.R.: The Last Year - film TV (1980)
- The Doctors - serie TV, episodi sconosciuti (1981)
- Il brivido dell'imprevisto (Tales of the Unexpected) - serie TV, episodio 5x15 (1982)
- ABC Afterschool Specials - serie TV, episodio 12x02 (1983)
- Miami Vice - serie TV, episodio 1x10 (1984)
- Right to Kill? - film TV (1985)
- Ai confini della realtà (The Twilight Zone) - serie TV, episodio 1x05 (1985)
- Una gelata precoce (An Early Frost) - film TV (1985)
- Mai dire sì (Remington Steele) - serie TV, episodio 4x08 (1985)
- Between Two Women - film TV (1986)
- Women of Valor - film TV (1986)
- At Mother's Request - film TV (1987)
- Morire per amore (When the Time Comes) - film TV (1987)
- Moonlighting - serie TV, episodio 4x03 (1987)
- Stranger on My Land - film TV (1988)
- Un anno nella vita (A Year in the Life) - serie TV, episodio 1x17 (1988)
- La vera storia di Oliver North (Guts and Glory: The Rise and Fall of Oliver North) - film TV (1989)
- Roe vs. Wade - film TV (1989)
- Perry Mason: Crimini di guerra (The Case of the Desperate Deception) - film TV (1990)
- Due come noi (Jake and the Fatman) - serie TV, episodio 3x22 (1990)
- Kaleidoscope - film TV (1990)
- Un difficile addio (The Last to Go) - film TV (1991)
- Custer figlio della stella del mattino (Son of the Morning Star) - film TV (1991)
- Il giustiziere (Shoot First: A Cop's Vengeance) - film TV (1991)
- Deliver Them from Evil: The Taking of Alta View - film TV (1992)
- Trial: The Price of Passion - film TV (1992)
- Avvocati a Los Angeles (L.A. Law) - serie TV, episodio 6x20 (1992)
- Sexual Advances - film TV (1992)
- Wild Card - film TV (1992)
- The Good Fight - film TV (1992)
- Born Too Soon - film TV (1993)
- Visioni dal delitto (Visions of Murder) - film TV (1993)
- Star Trek: The Next Generation - serie TV, episodio 7x12 (1994)
- MacShayne: Winner Takes All - film TV (1994)
- Heart of a Child - film TV (1994)
- In viaggio col nemico (Don't Talk to Strangers) - film TV (1994)
- Justice in a Small Town - film TV (1994)
- La mia rivale (A Friend to Die For) - film TV (1994)
- Matlock - serie TV, episodio 9x03 (1994)
- I racconti della cripta (Tales from the Crypt) - serie TV, episodio 6x06 (1994)
- Ray Alexander: A Menu for Murder - film TV (1995)
- Progetto Eden (Earth 2) - serie TV, 6 episodi (1994-1995)
- Il cliente (The Client) - serie TV, episodio 1x01 (1995)
- Homicide (Homicide, Life on the Street) - serie TV, episodio 4x05 (1995)
- Un detective in corsia (Diagnosis Murder) - serie TV, episodio 6x14 (1996)
- Innocenti evasioni (On the Edge of Innocence) - film TV (1997)
- My Stepson, My Lover  - film TV (1997)
- Murder in a Small Town - film TV (1999)
- Millennium - serie TV, 41 episodi (1996-1999)
- Harsh Realm - serie TV, 9 episodi (1999-2000)
- Semper Fi - film TV (2001)
- WW 3 - film TV (2001)
- Roswell, serie TV, episodio 3x02 (2001)
- X-Files (The X Files) - serie TV, episodi 2x12 e 9x06 (1995-2002)
- First Monday - serie TV, episodio 1x11 (2002)
- Il medaglione - film TV (2002)
- JAG - Avvocati in divisa (JAG) - serie TV, 10 episodi (1995-2002)
- Alias - serie TV, 18 episodi (2002-2004)
- Law & Order: Criminal Intent - serie TV, episodio 3x14 (2004)
- NCIS - Unità anticrimine - serie TV, episodio 1x15 (2004)
- West Wing - Tutti gli uomini del Presidente (West Wing) - serie TV, 7 episodi (2003-2004)
- Lost - serie TV, 101 episodi, (2004-2010) - John Locke
- Masters of Science Fiction - serie TV, episodio 1x02 (2007)
- Hawaii Five-0 - serie TV, 16 episodi (2011-2018)
- Falling Skies - serie TV, 3 episodi (2012)
- Ring of fire - miniserie TV, 2 puntate (2012)
- 666 Park Avenue - serie TV, 13 episodi (2012)
- Gang Related - serie TV, 12 episodi (2014)
- Secrets and Lies - serie TV (2016)
- The Blacklist: Redemption - serie TV, 7 episodi (2017)
- Patriot - serie TV, 18 episodi (2015-2018)
- Lost: svaniti nel nulla - serie di documentari (2017)
- Castle Rock – serie TV, 4 episodi (2018)
- Perpetual Grace, LTD – serie TV, 10 episodi (2019)
- Emergence – serie TV, 5 episodi (2019)
- Resident Alien - serie tv, episodi 1x09 - 2x14 (2020)
- FBI: Most Wanted – serie TV, 7 episodi (2020-2021)
- Frammenti di lei (Pieces of Her) – serie TV, 6 episodi (2022)
- The Walking Dead: The Ones Who Live, regia di Bert e Bertie, Michael Slovis e Michael E. Satrazemis – miniserie TV, 3 puntate (2024)

## Riconoscimenti

### Saturn Award
- 1988 - Candidatura come Miglior attore (Stepfather - Il patrigno)
- 2005 - Vincitore come Miglior attore non protagonista (Lost)
- 2006 - Candidatura come Miglior attore non protagonista (Lost)
- 2008 - Candidatura come Miglior attore non protagonista (Lost)
- 2011 - Candidatura come Miglior attore non protagonista (Lost)

### Emmy Award
- 2005 - Candidatura come Miglior attore non protagonista in una serie drammatica (Lost)
- 2007 - Vincitore come Miglior attore non protagonista in una serie drammatica (Lost)
- 2010 - Candidatura come Miglior attore non protagonista in una serie drammatica (Lost)

### Independent Spirit Awards
- 1988 - Candidatura come Miglior attore protagonista (Stepfather - Il patrigno)

### Screen Actors Guild Awards
- 2006 - Vincitore come Miglior cast in una serie drammatica insieme a tutto il cast di Lost

### Teen Choice Award
- 2010 - Candidatura come Miglior cattivo in una serie TV (Lost)

## Doppiatori italiani
Nelle versioni in italiano delle opere in cui ha recitato, Terry O'Quinn è stato doppiato da: 
- Rodolfo Bianchi in Alias, Lost, I maestri della fantascienza, Hawaii Five-0, Falling Skies, 666 Park Avenue, Secrets and Lies, The Blacklist: Redemption, Lost: svaniti nel nulla, Castle Rock, Emergence, FBI: Most Wanted, The Walking Dead: The Ones Who Live
- Luca Biagini in JAG - Avvocati in divisa, X-Files (ep. 9x06), NCIS - Unità anticrimine, Old School, Gang Related, Resident Alien, Frammenti di lei
- Cesare Barbetti in Le avventure di Rocketeer, Una gelata precoce
- Saverio Moriones in Young Guns - Giovani pistole, Furia cieca
- Emilio Cappuccio in Chi c'è in fondo a quella scala..., West Wing - Tutti gli uomini del Presidente
- Antonio Sanna in Star Trek - The Next Generation, Tombstone
- Stefano Mondini in Harsh Realm, Rated X - La vera storia dei re del porno americano
- Sandro Iovino in Giuramento di sangue, Homicide
- Gianni Giuliano in Un detective in corsia, X-Files - Il film
- Orlando Mezzabotta ne Ai confini della realtà
- Carlo Cosolo in Perry Mason: Crimini di guerra
- Claudio Fattoretto in Space Camp - Gravità zero
- Renato Cortesi in Vincere insieme
- Piero Tiberi in Schegge di paura
- Dario Penne in La vedova nera
- Roberto Pedicini in Spie contro
- Fabrizio Temperini in X-Files (ep. 2x12)
- Michele Kalamera in Progetto Eden
- Paolo Maria Scalondro in Phenomenon II
- Carlo Reali in Millennium
- Dario Oppido in Law & Order: Criminal Intent
- Sergio Di Stefano in The Stepfather - Il patrigno
- Gianni Quillico ne Il patrigno II
- Claudio Capone in L'agguato - Ghosts from the Past
- Michele Gammino in Unico indizio la luna piena
- Carlo Valli in Shadow Program - Programma segreto
- Paolo Marchese in Roswell
- Mario Scarabelli in Patriot